# 大谷みつほ
大谷 みつほ（おおたに みつほ、1982年12月23日 - ）は、日本の女優、タレントである。旧芸名および結婚前の本名、大谷 允保（読み同じ）。
三重県鈴鹿市出身。堀越高等学校卒業。サンミュージック所属。愛称は“みっつぅー”。兄はアームレスリング全日本チャンピオンの大谷政弘。

## 人物・来歴
1997年 ジャパン・アーチスト・オフィス「第29回新人プレゼンテーション」を機に芸能界入り、1998年テレビドラマ『ATHENA -アテナ-』（テレビ東京、深夜）のヒロインとしてデビュー。同作終了後、芸名を大谷 みつほ（平仮名）とする。その後もテレビ、CM、映画、舞台、グラビア等幅広く活動する。
2003年より芸名を本名の大谷 允保に戻した。
2008年末でサンミュージックを退社したことを2009年1月1日付の自身のブログ『天衣無縫』で公表する（2009年1月1日 - 2009年4月23日まで休止、2009年4月24日 - 2009年7月19日まで継続、のち「天衣無縫」は終了）。
2008年に野菜ソムリエ、2009年にメンタル心理カウンセラー資格を取得。
2008年6月18日に急逝した神戸みゆきの追悼記事にコメント（楽屋話）を寄せている。神戸とは「桃の天然水」（2000年）,「京都地検の女(3)」（2006年）で共演し、神戸は大谷を「かっこいい女性」と評していた。
2012年より藤賀事務所に所属して芸名を大谷みつほに戻し、活動再開。
2014年4月16日、公式ブログ「おおたにさん」を再開。
知人を介して知り合い交際していた1歳年上の一般男性と2015年2月23日に結婚。公式ブログで報告した。
2018年7月30日、第1子を出産していたことを明かす。2019年1月31日をもって所属の藤賀事務所を退所。芸能活動を一時休業し、育児に専念する。
2023年4月1日、サンミュージックに復帰したことを報告。5年ぶりに芸能活動を再開。

## 出演

### テレビドラマ

#### NHK総合
- 天才てれびくん 天てれドラマ 少年刑事スイリくん（2005年）
- 名探偵赤富士鷹「ABC殺人事件」（2005年）
- 土曜ドラマ
  - 魂萌え!（2006年）
  - ひとがた流し（2007年） - 新人アナウンサー：大谷香織 役
  - 監査法人（2008年） - 吉田かすみ 役
- テレビ60年 マルチチャンネルドラマ 放送博物館危機一髪（2013年） - 鈴川菜々美 役

#### 日本テレビ系
- 火曜サスペンス劇場
  - 「当番弁護士（8）」（1999年） - 梶原陽子 役
  - 「孤独な果実」（2000年） - 粟野美香 役
  - 「緊急救命病院（1）」（2001年） - 高田瑞希 役
  - 「警視庁鑑識班（13）」（2002年）
- 伝説の教師（2000年）- 金沢遥香 役
- 新宿暴走救急隊 第4話「食中毒大パニック!殺意の同窓会!!」（2000年） - 落合淳子 役
- 史上最悪のデート 第7話「トイレがない!」（2000年） - 麗子 役
- 探偵家族（2002年） - 第5話「誘拐事件!?天才少年名探偵誕生!妻は家政婦じゃない」 - 佐藤葵 役
- ナースマンSPECIAL（2004年）
- 火曜ドラマゴールド 「塀の中の懲りない女たち2」（2006年） - 二宮ゆき 役
- 日本史サスペンス劇場 再現ドラマ（2008年10月15日） - お江与 役
- 日本史サスペンス劇場 特別企画『東大落城』（2009年1月14日） - 阿部知子 役

#### TBS系
- 月曜ミステリー劇場 「万引きGメン・二階堂雪（7）」（2001年）
- モーニング娘。サスペンスドラマスペシャル「三毛猫ホームズの犯罪学講座」（2002年）
- 愛の劇場 よい子の味方（2004年） - 立川萌 役
- 月曜ミステリー劇場
  - 「税務調査官・窓際太郎の事件簿（12）」（2005年1月10日） - 橘美樹 役
  - 横山秀夫ミステリー ネタ元（2005年） - 加納 役
- 水曜プレミア 夜王〜YAOH〜（2005年） - エリカ 役
- 三日遅れのハッピーニューイヤー!（2007年） - 八木綾香 役
- うさぎがもちつき（BS-i、2007年） - 間島直子 役
- うさぎたちのもちつき（BS-i、2008年） - 間島直子 役
- 半沢直樹 第2話（2013年）

#### フジテレビ系
- 花村大介 第5話「20億の遺産私にください」（関西テレビ、2000年） - 森下理奈 役
- ルーキー!（関西テレビ、2001年）
- 金曜エンタティメント
  - ハマの静香は事件がお好き4（2006年） - 静香のかつての教え子：里奈 役
- 鬼嫁日記 いい湯だな 第11話「鬼嫁で何が悪い」（関西テレビ、2007年） - 恵美 役
- チーム・バチスタの栄光 第4話（関西テレビ、2008年） - 川上妙子 役
- 鈴子の恋（東海テレビ、2012年） - 夏子 役
- 救命病棟24時 第5シリーズ第2話（2013年）
- Dr.検事モロハシ2（2014年） - 落合智子 役
- ほっとけない魔女たち（東海テレビ、2014年） - 岡部由佳里 役
- ラブラブエイリアン 第27話（2016年9月22日） - 美容室の客 役
- 嫌われる勇気（2017年） - 田村真歩 役
- 金曜プレミアム
  - 名司会者・寿鶴子 殺人スピーチ3（2007年） - 徳丸あおい 役
  - 判事失格!?弁護士夏目連太郎の逆転捜査（2017年） - 山科真奈美 役

#### テレビ朝日系
- チェンジ!（月曜ドラマ・イン、1998年）
- オヤジ探偵 第1シリーズ（木曜ミステリー、2001年）
- 松本清張没後10年記念・張込み（2002年3月2日） - 柚木（主人公）の娘 役
- ツーハンマン（2002年）
- おみやさん 第2シリーズ File No.02（2003年） - ゲスト
- 新・京都迷宮案内2 第5話（2004年） - ゲスト
- 世直し順庵!人情剣（月曜時代劇、2005年）
- 刑事部屋 第7話（2005年） - 少年係の刑事：美帆 役
- 京都地検の女 第3シリーズ（2006年） - 司法修習生：鍵崎ナナ 役
- 太閤記〜天下を獲った男・秀吉（2006年） - あさひ役
- 特命係長 只野仁 3rdシーズン 第25話（2007年） - ゲスト
- 相棒
  - season6 第6話「この胸の高鳴りを」（2007年11月28日） - 添島可奈子 役
  - season15 第2話「チェイン」（2016年10月19日） - 小田桜子 役
- 警視庁捜査一課9係 season7 第4話（2012年7月25日） - 吉永恵理 役
- ゆりちかへ ママからの伝言（名古屋テレビ、2013年1月26日）
- 京都人情捜査ファイル 第3話（2015年5月14日）
- 警視庁・捜査一課長 最終話（2016年6月23日） - 太田瑞帆 役
- 遺留捜査第4シリーズ 第7話（2017年8月24日） - 志田塔子 役
- 土曜ワイド劇場
  - 実況中継された連続殺人!覗く女（2002年）
  - 車椅子の弁護士・水島威 私は水島の娘です! 殺人容疑者の女子大生が意外な告白!（2002年10月26日） - 広瀬あつ子 役
  - 刑事の妻〜デカツマ〜
    - 魅惑の黒髪連続殺人・夫に逮捕された凶悪犯が出所した!復讐か?妻を狙う妖しい影…（2005年7月30日） - 三井恵美 役
    - 妻の浮気チェックが不倫連続殺人を呼ぶ!私の夫が犯人なんて…絶体絶命の妻が最後の賭け（2009年8月8日)  - 三井恵美 役

  - 温泉若おかみの殺人推理
    - （18） 出雲〜玉造温泉、縁結び連続殺人!!大凶おみくじが事件を呼ぶ!?（2007年4月14日） - 高野千佳 役
    - （27） 四国香川〜初夜に殺された瀬戸の花嫁 （2014年3月1日） - 工藤真子 役

  - 京都南署鑑識ファイル 老舗料亭〜密室連続殺人!!（2009年7月25日） - 曽根愛美 役
  - 検事・朝日奈耀子（13） 犯人が行列するロープウェイ、標高932m殺人トリック…（2013年3月9日） - 田島夕子 役
  - おとり捜査官・北見志穂（18） 幸福の絶頂 美女連続殺人!（2014年4月5日） - 仲根益美 役
  - 終着駅の牛尾刑事vs事件記者冴子（14） 喪中欠礼（2014年12月27日） - 朝倉絵里 役

#### テレビ東京系
- ATHENA -アテナ-（1998年）
- 女と愛とミステリー 「ヤメ検弁護士・英剛直 佐渡ヶ島殺人航路」（2002年7月28日） - 英真理 役
- 森村誠一ミステリー 女と愛とミステリー 捜査線上のアリア「隣の部屋の女」（2003年） - 牧村詩織警部補 役
- ヴァンパイアホスト 第5話（2004年） - 来栖瞳 役
- 怪奇大家族（2004年）
- 怨み屋本舗 第8話（2006年） - 大野弥生 役
- 水曜ミステリー9
  - 銀座高級クラブママ・青山みゆき女帝バトル殺人帳簿（2006年）
  - 北アルプス山岳救助隊・紫門一鬼（10） 白馬・唐松岳殺人ルート（2008年3月） - 牧村静子 役
  - 葬儀屋松子の事件簿（4）（2014年3月12日） - 林葉亜希 役
- ランブリング・フィッシュ（2006年、KBS京都） - 岡島玲子 役
- エリートヤンキー三郎（2007年） - みどり 役

#### その他
- ドゥニチラヴ（2003年）- 第5話「週末、西郷さんで。」 - 花屋の店員：清子 役

### 映画
- エコエコアザラク（2001年）
- 走れ!イチロー（2001年、東映） - 吉村真理子 役
- 天使が降りた日 第3話「天使のカウントダウン」
- GUN CRAZY Episode3：叛逆者の狂詩曲<ラプソディー>（2003年）
- 集団殺人クラブ Returns（2003年） - 美穂子 役
- 疾風-Basement Fight-（2004年）
- メール in the site（2004年）
- うさぎのもちつき（2004年） - 間島直子 役
- 食い逃げカップル 地獄の逃走5万キロ（2004年、NETCINEMA.TV） - 京子 役
- うさぎのもちつき2（2005年） - 間島直子 役
- クール・ディメンション（2006年） - 美加
- うさぎたちのもちつき　(2008年、ネットシネマ.tv)  - 間島直子 役
- 降りてゆく生き方（2009年） - 石原舞子 役
- 家（2013年） - 橋本豊世 役
- 忍性 NINSHO（2016年） - 橘氏 役

### オリジナルビデオ
- 難波金融伝ミナミの帝王スペシャルVer.50劇場版「金貸しの掟」（2004年、ケイエスエス） - ホステス：マユミ 役
- CHANCE MEETING（2003年11月、ぶんか社）

### 舞台
- ミュージカル・小公子セディ
- タクラマカン'05（2005年6月7日 - 12日、中野ザ・ポケット）
- タクラマカン'06（作・プロデュース：脚本家秦建日子、2006年8月17日 - 19日、札幌かでる2・7ホール / 8月21日 - 22日、富良野演劇工場） -  主役：ケイ 役

### CM
- トヨタ自動車 ターセル・コルサ・カローラII特別仕様車（1998年）
- サトウ食品
- ユニ・チャーム
- 桃の天然水(JT)
- ESPRIQUE PRECIOUS(KOSE、ドラマ「三日遅れのハッピーニューイヤー」と連動)

### その他
- 笑う犬の冒険（フジテレビ系）
- THE夜もヒッパレ（日本テレビ系）
- 踊る!さんま御殿!!（日本テレビ系） - ゲスト
- 古本新之輔 ちゃぱらすかWOO!（文化放送）
- 東京ディズニーシー5thアニバーサリーWebシネマ「Sea of Dreams」 第2話『素晴らしき鼻血日和』 - 麻耶 役
- V6スペシャルDVD『それぞれの空 -DARAMA STORY CLIP-』（2007年、エイベックスエンターテイメント）
- アクセスの代償〜あなたの知らないネットの裏側〜（警察協会）

## リリース作品

### 写真集
- virgin（2000年11月、撮影：真継敏明、学習研究社）
- HONEY（2002年11月、撮影：根本好伸、近代映画社）
- SOUL（2003年4月、撮影：野上哲夫、パイオニアLDC）- 映画 GUN CRAZY写真集
- CHANCE MEETING（2003年10月、撮影：Hide T. Shimazaki、ぶんか社）
- 大谷允保（2004年3月、撮影：舞山秀一、ワニブックス）

### DVD
- JUNKIE（2002年7月26日（VHS）／2002年8月2日（DVD）、DooGA）
- 大谷みつほ in GUN CRAZY/SOUL（2003年4月25日、ジェネオンエンタテインメント） - GUN CRAZY メイキングDVD
- BABY BLUE（2014年4月25日、竹書房）

オムニバス
- 仲根かすみ&大谷みつほ in GUN CRAZY/PASSION & SOUL（2003年9月、ジェネオンエンタテインメント）